# Asclettin (chancelier)
Pour les articles homonymes, voir Asclettin.
Asclettin (en latin : Asclettinus, Asclittinus, Aschettinus, ou Ascotinus ; en italien : Asclettino, Asclittino, Aschettino, ou Ascotino) est un archidiacre devenu chancelier du royaume de Sicile, vivant sous les règnes des rois Roger II (1130-1154) et Guillaume Ier (1154-1166).

## Biographie
Probablement d'origine normande, Asclettin est d'abord archidiacre de Catane (1145-1156) avant d'être nommé chancelier du royaume de Sicile par le roi Guillaume Ier de Sicile (mars ou avril 1155 - avant avril 1156).
En 1155, alors que l'Apulie vient d'être envahie par les forces byzantines de l'empereur Manuel Comnène, il prend avec un certain Simon comte de Santa Marina,, le commandement des troupes royales dirigées contre le pape Adrien IV, alors hostile au roi Guillaume, mais une énième révolte de barons interrompt l'expédition.
Peu après, il est accusé de complot contre le roi. Pendant le séjour de ce dernier à Messine, Asclettin vient le rejoindre : accusé par le comte Simon de Policastro de nombreux crimes, il est destitué, arrêté et jeté en prison (1156). Sa captivité se prolonge plusieurs années et il mourut sans avoir recouvré la liberté, probablement avant la mort du roi Guillaume survenue en 1166. Le chroniqueur Hugues Falcand ne dit pas quelles étaient les accusations qui furent portées contre Asclettin mais selon Ferdinand Chalandon, il est probable que Maion de Bari le rendit responsable des revers éprouvés en Apulie contre les seigneurs rebelles et l'accusa d'avoir été de connivence avec eux.

## Sources primaires
- Hugues Falcand, Histoire des Tyrans de Sicile (1154-1169)
- Romuald de Salerne, Histoire